# Grzędziczki
Grzędziczki – zniesiona kolonia osady Lipnik w Polsce położona w województwie zachodniopomorskim, w powiecie stargardzkim, w gminie Stargard.
Miejscowość wchodzi w skład sołectwa Grzędzice.
W latach 1975–1998 miejscowość administracyjnie należała do województwa szczecińskiego.